# Оластра
Оластра (итал. Ollastra) је насеље у Италији у округу Ористано, региону Сардинија.
Према процени из 2011. у насељу је живело 1233 становника. Насеље се налази на надморској висини од 25 м.

## Становништво
Према резултатима пописа становништва 2011. у општини је живело 1.255 становника.
| 1931. | 1936. | 1951. | 1961. | 1971. | 1981. | 1991. | 2001. | 2011. |
| ----- | ----- | ----- | ----- | ----- | ----- | ----- | ----- | ----- |
| 1.011 | 1.023 | 1.171 | 1.330 | 1.251 | 1.272 | 1.267 | 1.274 | 1.255 |